# Charmosyna toxopei
El lori de Buru (Charmosyna toxopei) es una especie de ave psitaciforme de la familia Psittaculidae endémica de la isla Buru, en las Molucas.

## Distribución y hábitat
Como indica su nombre el lori de Buru es nativo de la isla Buru en Indonesia. Su hábitat natural son los bosques húmedos de tierras bajas. Está clasificado como en peligro crítico por la IUCN, no ha habido avistamientos recientemente por lo que podría estar extinto.